# Ландо I (граф Капуи)
Ландо I (умер в 860/861 году) — второй граф Капуи с 843 года, старший сын и наследник Ландульфа I Старого.

## Биография
Ландо вместе с отцом поддерживали князя Сиконульфа против узурпатора Радельхиса I в междоусобной войне, раздиравшей княжество Беневенто после смерти князя Сикарда. В 849 году Ландо был инициатором обращения к императору Людовику II с просьбой вмешаться в беневентскую междоусобицу. После разделения княжества на собственно Беневенто с князем Радельхисом и Салерно с князем Сиконульфом, Капуя вошла в состав Салерно. Но вскоре Ландо отложился от Салерно и заключил союз с неаполитанским герцогом Сергием I, скреплённый браком их детей.
В годы правления слабых салернских князей Сико, Петра и Адемара Ландо I добился фактической независимости от Салерно. Для восстановления контроля над Капуей в 858 году Адемар призвал на помощь сполетского герцога Гвидо I. Война между Салерно и Сполето, с одной стороны, и Капуей и Амальфи, с другой стороны, свелась к разорению земель, принадлежавших Ланденульфу Теанскому, брату Ландо I. В 859 году против Ландо I, в тот момент парализованного, выступила объединённая армия Салерно, Неаполя и Амальфи, но Ландо II, сын и наместник Ландо I, нанёс врагам поражение у моста Теодемондо.
В 860/861 годах, незадолго до своей смерти, Ландо I выдал свою дочь Ланделаику за Гвефера, князя изгнанного из Салерно. При поддержке своих капуанских родственников Гвефер вернулся в Салерно и сменил на княжеском престоле изгнанного народом Адемара. В благодарность за предоставленную помощь Гвефер признал преемников Ландо I независимыми князьями.
Ландо I умер в 860/861 году. От своей жены Алоары он имел пятерых сыновей, в том числе князя Ландо II.